# Boladeres
Boladeres és una masia del municipi d'Olvan (Berguedà) inclosa en l'Inventari del Patrimoni Arquitectònic de Catalunya.

## Descripció
És una masia de planta basilical amb el carener perpendicular a la façana principal, orientada a migdia. Com moltes masies del segle xviii es caracteritza per l'asimetria de la façana, la qual cosa implica que la coberta, a doble vessant, i l'eix de l'eixida, de tres finestrals d'arcs de mig punt rebaixats, no coincideixen. El cos principal de la masia correspon el segle xviii. No obstant, encara es conserven restes de l'antiga masia que s'aixeca perpendicular a aquella. L'antiga masia segueix un dels esquemes més primitius i més difícils d'ampliar: carener paral·lel a la façana principal, orientada a ponent.

## Història
La masia de Boladeres es troba documentada des de principis del s. XVIII. Conserven a casa un interessant arxiu familiar amb documentació des del 1630. A nivell de curiositat, encara avui l'actual propietari conserva el cognom del seu predecessor Jaume Boladeres de l'any 1585